# Jacques-Yves Cousteau
Jacques-Yves Cousteau (født 11. juni 1910, død 25. juni 1997) var en fransk flådeofficer, opdagelsesrejsende, økolog og forsker, som studerede havene og mange former for liv i vand. Cousteau blev født i Frankrig i byen Saint-André-de-Cubzac og døde i Paris. I sit hjemland var Cousteau kendt som le commandant Cousteau (Kaptajn Cousteau).

## Biografi
I 1930 blev Cousteau optaget på det franske flådeakademi, École Navale, i Brest. Det blev starten på en militær karriere, der fortsatte frem til 1957. Uddannelsen til artilleriofficer gav ham mulighed for at lave sine første undervandseksperimenter. Han var under uddannelse som pilot, men et alvorligt biluheld satte en stopper for hans pilotkarriere, endnu inden den var kommet i gang. I 1936 testede han en model undervandsbriller, som skulle blive en forløber for moderne dykkermasker.
Cousteau giftede sig i 1937 med Simone Melchior. Forud for 2. verdenskrig gjorde han tjeneste i flådens efterretningstjeneste og blev sendt til en fransk flådebase i Shanghai. I 1940 kom han tilbage til Frankrig og arbejdede i Marseille for flådens kontraspionage-enhed. Hans overordnede gav ham mulighed for ved siden af sine militære pligter at arbejde sammen med ingeniøren Émile Gagnan om at udvikle dykkerudstyr. I 1943 var de klar med et effektivt luftåndingssystem i form af SCUBA-lungeautomaten, kaldet Aqua-Lung, "vandlunge". To oxygen toxicitet-ulykker hos dykkere, der anvendte kredsløbsåndingsapparater (rebreathere), havde yderligere motiveret deres arbejde med at udvikle en effektiv lungeautomat.
Efter anden verdenskrig, mens han stadig var ansat i den franske flåde, udviklede han teknikker til minerydning af Frankrigs havne og udforskede skibsvrag.
Efter at være blevet udnævnt til præsident for den Franske Oceanografiske Kampagne[?] i 1950 købte Loel Guinness skibet Calypso, som tidligere havde tjent som færge på Malta. Guinness udlejede den til Cousteau for symbolske 1 franc om året, og med Calypso besøgte Cousteau de mest interessante farvande i verden inklusive visse floder. Det blev over årene til mere end 50 store ekspeditioner, som han dokumenterede i bøger og film. Cousteau havde altid været fascineret af at fotografere, og med et undervandsfilmkamera viste han sig at være en sand mester. Han vandt hele tre Oscars for dokumentarfilmene Den tavse verden (1956), Den gyldne fisk (1958) og Verden uden sol (1964). Dertil kom mange andre priser inklusive Den Gyldne Palme i 1956 ved filmfestivalen i Cannes for Den tavse verden. Faktisk havde han allerede i 1946 modtaget en pris i Cannes. Det var for "Vrag" (Épaves), som allerede havde premiere i 1943, der blev hædret som bedste kortfilm. Cousteaus indsats bidrog til at popularisere viden om marinbiologi, ikke mindst gennem tv-serien Havenes hemmeligheder. Serien blev fra 1968 og frem vist på DR TV i den bedste sendetid lørdag aften.
Tv-serien repræsenterede et nybrud i forhold til den gængse belærende dokumentargenre. Cousteaus film havde form af personlige eventyr, og Cousteau forklarede, at "folk beskytter og respekterer det, de holder af, og for at få dem til at holde af havet, er det vigtigere at skabe forundring end at oplyse." 
Sammen med Jean de Wouters udviklede Cousteau i 1963 et undervandskamera kaldet Calypso-Phot, der senere blev produceret af Nikon som Calypso-Nikkor og senere Nikonos.  
Sammen med Jean Mollard skabte han SP-350, en tomands-ubåd, der kunne nå en dybde på 350 meter. Successen blev gentaget i 1965 med to ubåde, der nåede dybder på 500 meter. 
I 1957 blev Cousteau udnævnt til leder af det oceanografiske museum i Monaco, grundlagde den undersøiske gruppe i Toulon, blev leder af The Conshelf Saturation Dive Program (langtidsdykningseksperimenter og de første bemandede undersøiske kolonier) og var den eneste udlænding, der blev optaget i the American Academy of Sciences.
Cousteaus popularitet var stigende. I oktober 1960 planlagde det franske atomenergiagentur (CEA), at dumpe en stor mængde radioaktivt affald i havet. I alt 6.500 tønder med omkring 2.000 tons atomaffald skulle stedes til hvile på havbunden mellem Korsika og Antibes på det franske fastland. Cousteau organiserede sammen med Monacos fyrst Rainer en kampagne, der opnåede stor tilslutning fra befolkningerne langs Middelhavet. Togene, der transportrede det radioaktive affald, blev stoppet af kvinder og børn siddende på jernbaneskinnerne, og blev til sidst sendt tilbage til deres oprindelsessted. Faren var afværget. Dog nåede CEA som et "forsøg" at dumpe 20 tønder i havet.
Den efterfølgende måned, november 1960, var den franske præsident Charles de Gaulle på officielt besøg i Monaco. Det førte til offentlig debat om den foregående måneds begivenheder og atomare eksperimenter generelt. Den franske ambassadør foreslog, at Fyrst Rainier undgik emnet, men angiveligt bad den franske præsident Cousteau om at være venlig ved atomforskerne, til hvilket Cousteau menes at have svaret: "Nej, det er deres forskere, der burde være venlige mod os". Under denne diskussion indså Cousteau, at grunden til den franske eksperimenteren var, at amerikanerne havde nægtet at dele atomhemmeligheder med sine allierede.
I 1974 dannede han The Cousteau Society til beskyttelse af livet i havet. Foreningen tæller i dag over 300.000 medlemmer.
I 1975 skrev hans gode ven den amerikanske sanger John Denver sangen Calypso, som en hyldest til Jacques-Yves Cousteau og hans forskningsskib Calypso.
I 1977 modtog Cousteau sammen med Peter Scott FN's internationale miljøpris.
I 1985 modtog han the Presidential Medal of Freedom af Ronald Reagan og lavede dokumentarserien Jacques Cousteau: The First 75 Years, hvor den amerikanske sanger John Denver var gæstestjerne.
I 1992 blev han inviteret til Rio de Janeiro, Brasilien, til FN's internationale miljø- og udviklingskonference, og blev fast konsulent for FN og Verdensbanken. Derudover lavede han dokumentarserien Cousteau's Rediscovery of the World II, i afsnittet The Secret Societies of Dolphins and Whales fra 1993 sang den amerikanske sanger John Denver sangene Alcyone The Wind som en hyldest til hans forskningsskib Alcyone og The Whale song som en hyldest til hvalerne i havet.

## Ekstern henvisning
- The Cousteau Society (på fransk og engelsk)
- Jacques-Yves Cousteau på Internet Movie Database (engelsk)
- Jacques-Yves Cousteau på Filmdatabasen
- Jacques-Yves Cousteau på Svensk Filmdatabas (svensk)
- Jacques-Yves Cousteau på AlloCiné (fransk)
- Jacques-Yves Cousteau på AllMovie (engelsk)
- Jacques-Yves Cousteau på The Movie Database (engelsk)
- Jacques-Yves Cousteau på Encyclopædia Britannica Online (engelsk)